# Alkali Ike's Auto
Alkali Ike's Auto è un cortometraggio muto del 1911 scritto, prodotto e diretto da Gilbert M. 'Broncho Billy' Anderson.

## Produzione
Il film fu prodotto dalla Essanay Film Manufacturing Company.

## Distribuzione
Distribuito dalla General Film Company, il film - un cortometraggio di una bobina - uscì nelle sale cinematografiche USA il 20 maggio 1911.
Copie della pellicola sono conservate negli archivi della Film Preservation Associates (Blackhawk Films collection) e in collezioni private.